# Rick Sutcliffe
Pour les articles homonymes, voir Sutcliffe.
Richard Lee Sutcliffe (né le 21 juin 1956 à Independence, Missouri, États-Unis) est un lanceur droitier de baseball ayant joué en Ligue majeure de 1976 à 1994.
Surnommé Red Baron (« le baron rouge ») en raison de sa chevelure et de sa barbe rousse, ou tout simplement Sut, Rick Sutcliffe fut la recrue de l'année de la Ligue nationale en 1979 et le gagnant du trophée Cy Young en 1984. Il compte trois sélections au match des étoiles.

## Carrière

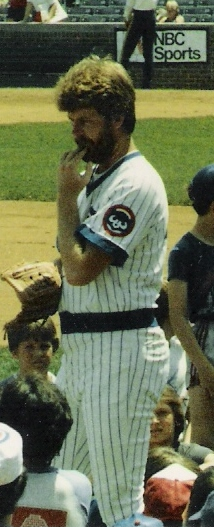
Rick Sutcliffe en 1985 avec les Cubs de Chicago.

Rick Sutcliffe est un choix de première ronde des Dodgers de Los Angeles en 1974. Il lance pour la première fois dans les majeures le 29 septembre 1976. Après une présence avec les Dodgers, il passe les deux années suivantes dans les ligues mineures, n'étant rappelé par le grand club que pour deux parties en 1978. Il joue finalement sa première saison complète en MLB en 1979 et est élu meilleure recrue de la Ligue nationale grâce à une fiche de 17 victoires et 10 défaites en 36 parties jouées, dont 30 départs.
Il déçoit quelque peu au cours des deux années suivantes et passe en décembre 1981 aux Indians de Cleveland dans une transaction. En 1982, il présente une fiche victoires-défaites de 14-8 et la meilleure moyenne de points mérités (2,96) de la Ligue américaine. En 1983, il gagne 17 parties pour Cleveland.
Le 13 juin 1984, les Indians le transfèrent aux Cubs de Chicago avec George Frazier et Ron Hassey pour Joe Carter, Mel Hall, Don Schulze et Darryl Banks. Au moment de la transaction, le dossier de Sutcliffe est de 4-5 avec une moyenne supérieure à 5,00. Mais chez les Cubs, il remporte 16 de ses 17 décisions en 20 matchs commencés au monticule. Avec une moyenne de points mérités de 2,69 à Chicago, il abaisse sa moyenne pour l'année à 3,64 et compile finalement un dossier de 20-6. Il est le meneur des Ligues majeures au chapitre des victoires et il remporte par un vote unanime le trophée Cy Young, décerné au meilleur lanceur de la Nationale. Les Cubs remportent le championnat de leur division, avant de voir leur saison de rêve prendre fin en Série de championnat face aux Padres de San Diego. Sutcliffe effectue deux départs dans la série, remportant une victoire et encaissant un revers.
Ennuyé par des blessures au cours des deux années suivantes, il revient en force en 1987, menant la Nationale avec 18 victoires à sa fiche. Il gagne le prix du meilleur retour de l'année (NL Comeback Player of the Year) mais échappe de justesse le trophée Cy Young, que Steve Bedrosian des Phillies de Philadelphie remporte avec 48 % du vote contre 46 % pour Sutcliffe. Le magazine The Sporting News choisit pourtant ce dernier comme lanceur de l'année, tout comme il l'avait fait en 1984.
Après avoir montré un dossier perdant de 13-14 en 1988, Rick Sutcliffe aide les Cubs à remporter leur 2e championnat de division en 6 ans lors de la saison 1989. Sutcliffe remporte 16 gains, contre 11 revers en saison régulière et amorce un match face aux Giants de San Francisco en Série de championnat. Il n'est pas impliqué dans la décision au cours de ce match perdu par les Cubs, qui s'inclineront aussi dans la série.
Après deux nouvelles saisons marquées par les blessures, son contrat n'est pas renouvelé par Chicago. Sutcliffe rejoint alors les Orioles de Baltimore pour deux saisons. Le 6 avril 1992, il est le lanceur partant des Orioles à l'inauguration de leur nouveau stade, le Camden Yards. Sutcliffe, lanceur gagnant de cette rencontre, effectue le premier tir à Kenny Lofton, amorçant un match complet de 5 coups sûrs dans lequel il blanchit les Indians de Cleveland 2-0.
Il est le lanceur partant effectuant le plus de départs (36) dans les majeures en 1992 et affiche un dossier de 16-15, ce qui lui vaut une seconde fois le prix du joueur ayant effectué le plus beau retour (AL Comeback Player of the Year). Après une saison de 10 victoires et 10 défaites en 1993, il joue une dernière saison avec les Cardinals de Saint-Louis en 1994.
Rick Sutcliffe a joué 457 parties dans les majeures, dont 392 comme lanceur partant. Il a remporté 171 victoires contre 139 défaites, maintenu une moyenne de points mérités de 4,08 et enregistré 1081 retraits sur des prises. Ses quelques présences en relève lui ont permis de réussir 6 sauvetages. Il compte 72 matchs complets dont 30 blanchissages.
Il a été sélectionné à trois reprises pour le match des étoiles du baseball majeur (1983, 1987, 1989).

## Après-carrière
Rick Sutcliffe est commentateur de baseball au réseau de télévision américain ESPN depuis 1998. Il a occupé des fonctions similaires de 1997 à 2004 pour la chaîne télévisée Channel 4 San Diego.
Le 10 mai 2006, Sutcliffe est invité à rejoindre les animateurs de Channel 4 San Diego sur la galerie de presse pendant la télédiffusion d'un match entre les Padres de San Diego et les Brewers de Milwaukee. Sutcliffe, qui dit revenir d'une ronde de golf avec l'acteur Bill Murray, semble en état d'ébriété. Après une mention sur les efforts de George Clooney pour aider le Darfour, propos qui semblent déconcerter les animateurs, Sutcliffe exprime de manière incohérente son affection pour l'ex-joueur et commentateur Mark Grant, lui disant qu'il mériterait de travailler pour un meilleur employeur. Le micro de Sutcliffe est coupé après quelques minutes. L'incident fut qualifié d'« embarrassant » par la direction de la chaîne, et Sutcliffe offrira ses excuses pour son « manque de jugement ».

## Vie personnelle
En 2008, Sutcliffe souffre d'un cancer du côlon. Après une absence de deux mois à ESPN, il revient au travail en mai après avoir suivi avec succès des traitements contre la maladie.